# Список томів манґи «Сталевий алхімік»
Японська серія манґи «Сталевий алхімік» написана та ілюстрована Аракавою Хірому виходила у журналі Square Enix Monthly Shōnen Gangan з серпня 2001 по липень 2010. Сюжет розповідає про пригоди двох братів-алхіміків — Едварда та Альфонса Елріків. Вони намагаються знайти легендарний філософський камінь, щоб повернути частини своїх тіл, які вони втратили намагаючись воскресити свою матір.
Square Enix зібрало 108 глав манґи у 27 танкобон-томів, що виходили з 22 січня 2002 по 22 листопада 2010. Пізніше манґа була перевидана у канзенбан форматі у 18 томах. В Україні манґа ліцензована видавництвом Nasha idea і виходить з грудня 2022 року у форматі канзебан.

## Список томів манґи
| Оригінальне видання - 001. «The Two Alchemists» (яп. 二人の錬金術師, Futari no Renkinjutsushi) - 002. «The Price of Life» (яп. 命の代価, Inochi no Daika) - 003. «The Mining Town» (яп. 炭鉱の街, Tankō no Machi) - 004. «Battle on the Train» (яп. 車上の戦い, Shajō no Tatakai) | Видання канзенбан - 001. «Два алхіміки» - 002. «Ціна життя» - 003. «Місто вугільних шахт» - 004. «Бій у поїзді» - 005. «Розпач алхіміка» - 006. «Правиця руйнівника» |

| Оригінальне видання - 005. «The Alchemist's Suffering» (яп. 錬金術師の苦悩, Renkinjutsushi no Kunō) - 006. «The Right Hand of Destruction» (яп. 破壊の右手, Hakai no Migite) - 007. «After the Rain» (яп. 雨の後, Ame no Ato) - 008. «The Road of Hope» (яп. 希望の道, Kibō no Michi) | Видання канзенбан - 007. «Після дощу» - 008. «Дорога надії» - 009. «Дім, у якому чекає сім'я» - 010. «Філософський камінь» - 011. «Двоє стражів» - 012. «Що є людина» |

| Оригінальне видання - 009. «A Home with a Family Waiting» (яп. 家族の待つ家, Kazoku no Matsu Ie) - 010. «The Philosopher's Stone» (яп. 賢者の石, Kenja no Ishi) - 011. «The Two Guardians» (яп. 二人の守護者, Futari no Shugosha) - 012. «The Definition of Human» (яп. 「人間」の定義, «Ningen» no Teigi) - Gaiden. «The Military Festival» (яп. 軍部の祭り, Gunbu no Matsuri) | Видання канзенбан - 013. «Сталеве тіло» - 014. «Почуття єдиної дитини» - 015. «Сталеве серце» - 016. «Відповідний пункт призначення» - 017. «Долина механо-економічного дива» - 018. «Цінність щирості» |

| Оригінальне видання - 013. «Fullmetal Body» (яп. 鋼のからだ, Hagane no Karada) - 014. «An Only Child's Feelings» (яп. ひとりっ子の気持ち, Hitorikko no Kimochi) - 015. «Fullmetal Heart» (яп. 鋼のこころ, Hagane no Kokoro) - 016. «Separate Paths» (яп. それぞれの行く先, Sorezore no Yukusaki) - Gaiden. «Dog of the Military?» (яп. 軍の犬?, Gun no Inu?) | Видання канзенбан - 019. «Замість вас» - 020. «Страх учительки» - 021. «Таємниця лише на двох» - 022. «Велет у масці» - 023. «Стукіт у двері раю» - 024. «Сталевий алхімік» |

| Оригінальне видання - 017. «The Boomtown of the Broken Down» (яп. にわか景気の谷, Niwaka Keiki no Tani) - 018. «The Value of Sincerity» (яп. 誠意の価値, Seii no Kachi) - 019. «I'll Do It for You Guys!» (яп. あんた達のかわりに, Anta-tachi no Kawari ni) - 020. «The Terror of the Teacher» (яп. 師匠の恐怖, Sensei no Kyōfu) - 021. «The Brothers' Secret» (яп. 二人だけの秘密, Futari dake no Himitsu) | Видання канзенбан - 025. «Чвари між учителькою й учнями» - 026. «До господаря» - 027. «Звірі Дабліса» - 028. «Хоробрість одинака» - 029. «Королівські очі» - 030. «Усередині броні — глибини Істини» |

| Оригінальне видання - 022. «The Masked Man» (яп. 仮面の男, Kamen no Otoko) - 023. «Knocking on Heaven's Door» (яп. 叩け 天国の扉, Tatake: Tengoku no Tobira) - 024. «Fullmetal Alchemist» (яп. 鋼の錬金術師, Hagane no Renkinjutsushi) - 025. «Master and Apprentice» (яп. 師弟のけじめ, Shitei no Kejime) |

| Оригінальне видання - 026. «To Meet the Master» (яп. 主の元へ, Aruji no Moto e) - 027. «The Beasts of Dublith» (яп. ダブリスの獣たち, Daburisu no Kemono-tachi) - 028. «A Fool's Courage» (яп. 匹夫の勇, Hippu no Yū) - 029. «The Eye of the King» (яп. 王の眼, Ō no Me) - Gaiden. «The Second Lieutenant Goes to Battle!» (яп. 戦う 少尉さん, Tatakau: Shōi-san) |

| Оригінальне видання - 030. «The Truth Inside the Armor» (яп. 鎧の中 真理の奧, Yoroi no Naka: Shinri no Oku) - 031. «The Snake That Eats Its Own Tail» (яп. 己の尾を噛む蛇, Onore no O o Kamu Hebi) - 032. «Emissary From the East» (яп. 東方の使者, Tōhō no Shisha) - 033. «Showdown in Rush Valley» (яп. ラッシュバレーの攻防, Rasshu Barē no Kōbō) - Gaiden. «Fullmetal Alchemist and the Broken Angel» (яп. 鋼の錬金術師 翔べない天使, Hagane no Renkinjutsushi: Tobenai Tenshi) |

| Оригінальне видання - 034. «The Footsteps of a War Comrade» (яп. 戦友の足跡, Tomo no Ashimoto) - 035. «The Sacrificial Lamb» (яп. 生け贄の羊, Ikenie no Hitsuji) - 036. «Alchemist in Distress» (яп. 苦渋の錬金術師, Kujū no Renkinjutsushi) - 037. «The Body of a Criminal» (яп. 咎人の肉体, Togabito no Nikutai) |

| Оригінальне видання - 038. «Signal to Strike» (яп. 反撃ののろし, Hangeki no Noroshi) - 039. «Complications at Central» (яп. 錯綜のセントラル, Sakusō no Sentoraru) - 040. «Philosopher from the West» (яп. 西の賢者, Nishi no Kenja) - 041. «On the Palm of an Arrogant Human Being» (яп. 小さな人間の傲慢な掌, Chiisa na Ningen no Gōman na Tenohira) |

| Оригінальне видання - 042. «The Father Standing Before a Grave» (яп. 墓前の父, Bozen no Chichi) - 043. «River of Mud» (яп. 泥の河, Doro no Kawa) - 044. «The Unnamed Grave» (яп. 名前の無い墓, Namae no Nai Haka) - 045. «Scar's Return» (яп. 傷の男再び, Kizu no Otoko Futatabi) |

| Оригінальне видання - 046. «The Distant Image of Their Backs» (яп. 遠くの背中, Tōku no Senaka) - 047. «A Girl in the Grip of Battles Past and Present» (яп. 戦場の少女, Ikusaba no Shōjo) - 048. «A Promise Made by Those Who Wait» (яп. 待ち人の約束, Machibito no Yakusoku) - 049. «A Monster Among Men» (яп. 人中の化け物, Jinchū no Bakemono) |

| Оригінальне видання - 050. «In the Belly of the Beast» (яп. 腹の中, Hara no Naka) - 051. «A Portal in the Darkness» (яп. 闇の扉, Yami no Tobira) - 052. «Lord of the Demon's Lair» (яп. 魔窟の王, Makutsu no Ō) - 053. «Signpost of the Soul» (яп. 魂の道標, Tamashii no Dōhyō) |

| Оригінальне видання - 054. «The Fool's Struggle» (яп. 愚者の足掻き, Gusha no Ashikaki) - 055. «The Avarice of Two» (яп. 二人の強欲, Futari no Gōyoku) - 056. «The Lion of the Round Table» (яп. 円卓の獅子, Entaku no Shishi) - 057. «Scars of Ishbal» (яп. イシュヴァールの傷, Ishuvāru no Kizu) - Gaiden. Short Story |

| Оригінальне видання - 058. «The Footsteps of Ruin» (яп. 破滅の足音, Hametsu no Ashioto) - 059. «The Immoral Alchemist» (яп. 背徳の錬金術師, Haitoku no Renkinjutsushi) - 060. «In the Absence of God» (яп. 神の不在, Kami no Fuzai) - 061. «The Hero of Ishbal» (яп. イシュヴァールの英雄, Ishuvāru no Eiyū) |

| Оригінальне видання - 062. «Beyond the Dream» (яп. 夢の先, Yume no Saki) - 063. «The Promise Made for 520 Cenz» (яп. 520センズの約束, 520 Senzu no Yakusoku) - 064. «The Northern Wall of Briggs» (яп. ブリッグズの北壁, Burigguzu no Hokuheki) - 065. «The Ironclad Rule» (яп. 鉄の掟, Tetsu no Okite) |

| Оригінальне видання - 066. «The Snow Queen» (яп. 雪の女王, Yuki no Joō) - 067. «Burgeoning Borders» (яп. この国のかたち, Kono Kuni no Katachi) - 068. «Portrait of a Family» (яп. 家族の肖像, Kazoku no Shōzō) - 069. «The Foundation of Briggs» (яп. ブリッグズの礎, Brigguzu no Ishizue) |

| Оригінальне видання - 070. «The First Homunculus» (яп. 始まりのホムンクルス, Hajimari no Homunkurusu) - 071. «In the Grip of the Red Lotus» (яп. 紅蓮の男, Guren no Otoko) - 072. «A Chain of Negativity, a Pebble of Goodness» (яп. 負の連鎖 正の一石, Fu no Rensa, Sei no Isseki) - 073. «A Daydream» (яп. 白昼の夢, Hakuchū no Yume) |

| Оригінальне видання - 074. «The Dwarf in the Flask» (яп. フラスコの中の小人, Furasuku no Naka no Kobito) - 075. «The Last Days of Xerxes» (яп. クセルクセス最期の日, Kuserukusesu Saigo no Hi) - 076. «Shape of a Person, Shape of a Stone» (яп. 人の形 石の形, Hito no Katachi: Ishi no Katachi) - 077. «The Tables Are Turned; A New Transmutation Circle» (яп. 逆転の錬成陣, Gyakuten no Renseijin) - 078. «The Seven Deadly Sins» (яп. 七つの罪, Nanatsu no Tsumi) |

| Оригінальне видання - 079. «Bite Of The Ant» (яп. 蟻のひと噛み, Ari no Hito Kami) - 080. «The Prodigal Father Returns» (яп. 瞼の父, Mabuta no Chichi) - 081. «A Full Recovery» (яп. バリバリの全開, Baribari no Zenkai) - 082. «Family By Spirit» (яп. 魂の家族, Tamashii no Kazoku) - 083. «The Promised Day» (яп. 約束の日, Yakusoku no Hi) |

| Оригінальне видання - 084. «Shadow of the Pursuer» (яп. 追跡者の影, Tsuisekisha no Kage) - 085. «The Empty Box» (яп. 空の箱, Kara no Hako) - 086. «Servant of Darkness» (яп. 闇の使者, Yami no Shisha) - 087. «An Oath Made in the Underground» (яп. 地下道の誓い, Chikadō no Chikai) |

| Оригінальне видання - 088. «The Understanding Between Father and Son» (яп. 親子の情, Oyako no Jō) - 089. «Soldier's Return» (яп. 戦士の旗艦, Senshi no Kikan) - 090. «Army of Immortals» (яп. 不死の軍団, Fushi no Gundan) - 091. «A Reunion of Alchemists» (яп. 賢者の再会, Kenja no Saikai) |

| Оригінальне видання - 092. «With Everyone's Strength» (яп. 皆の力, Minna no Chikara) - 093. «Archenemy» (яп. 不倶戴天の敵, Fugutaiten no Kataki) - 094. «The Flames of Vengeance» (яп. 復讐の炎, Fukushū no Honō) - 095. «Beyond the Inferno» (яп. 烈火の先に, Rekka no Saki ni) - Special Episode. «Fullmetal Alchemist, Wii: Prince of Dawn, Prologue» (яп. 暁の王子—Prologue, Akatsuki no Ōji—Prologue) |

| Оригінальне видання - 096. «The Two Heroines» (яп. 二人の女傑, Futari no Joketsu) - 097. «The Two Philosophers» (яп. 二人の賢者, Futari no Kenja) - 098. «Infinite Greed» (яп. 底無しの強欲, Sokonashi no Gōyoku) - 099. «Eternal Rest» (яп. 永遠の暇, Eien no Itoma) - Gaiden. «Daughter of the Dusk—Prologue» (яп. 黄昏の少女—Prologue, Tasogare no Shōjo—Prologue) |

| Оригінальне видання - 100. «The Forbidden Door» (яп. 開かずの扉, Akazu no Tobira) - 101. «The Fifth Human Sacrifice» (яп. 5人目の人柱, Goninme no Hitobashira) - 102. «Before the Door» (яп. 扉の前, Tobira no Mae) - 103. «For Whose Sake» (яп. 誰のため, Dare no Tame) |

| Оригінальне видання - 104. «The Center of the World» (яп. 世界の中心, Sekai no Chūshin) - 105. «The Throne of God» (яп. 神の御座, Kami no Miza) - 106. «The Abyss of Pride» (яп. 傲慢の深淵, Puraido no Shin'en) |

| Оригінальне видання - 107. «The Final Battle» (яп. 最後の戦い, Saigo no Tatakai) - 108. «The Journey's End» (яп. 旅路の果て, Tabiji no Hate) - Gaiden. «Another Journey's End» (яп. もうひとつの旅路の果て, Mō Hitotsu no Tabiji no Hate) |